# Willys Interlagos
 (juin 2023).
La mise en forme du texte ne suit pas les recommandations de Wikipédia : il faut le « wikifier ».
Les points d'amélioration suivants sont les cas les plus fréquents. Le détail des points à revoir est peut-être précisé sur la page de discussion.
- Les titres sont pré-formatés par le logiciel. Ils ne sont ni en capitales, ni en gras.
- Le texte ne doit pas être écrit en capitales (les noms de famille non plus), ni en gras, ni en italique, ni en « petit »…
- Le gras n'est utilisé que pour surligner le titre de l'article dans l'introduction, une seule fois.
- L'italique est rarement utilisé : mots en langue étrangère, titres d'œuvres, noms de bateaux, etc.
- Les citations ne sont pas en italique mais en corps de texte normal. Elles sont entourées par des guillemets français : « et ».
- Les listes à puces sont à éviter, des paragraphes rédigés étant largement préférés. Les tableaux sont à réserver à la présentation de données structurées (résultats, etc.).
- Les appels de note de bas de page (petits chiffres en exposant, introduits par l'outil «  Source ») sont à placer entre la fin de phrase et le point final[comme ça].
- Les liens internes (vers d'autres articles de Wikipédia) sont à choisir avec parcimonie. Créez des liens vers des articles approfondissant le sujet. Les termes génériques sans rapport avec le sujet sont à éviter, ainsi que les répétitions de liens vers un même terme.
- Les liens externes sont à placer uniquement dans une section « Liens externes », à la fin de l'article. Ces liens sont à choisir avec parcimonie suivant les règles définies. Si un lien sert de source à l'article, son insertion dans le texte est à faire par les notes de bas de page.
- La présentation des références doit suivre les conventions bibliographiques. Il est recommandé d'utiliser les modèles {{Ouvrage}}, {{Chapitre}}, {{Article}}, {{Lien web}} et/ou {{Bibliographie}}. Le mode d'édition visuel peut mettre en forme automatiquement les références.
- Insérer une infobox (cadre d'informations à droite) n'est pas obligatoire pour parachever la mise en page.

Pour une aide détaillée, merci de consulter Aide:Wikification.
Si vous pensez que ces points ont été résolus, vous pouvez retirer ce bandeau et améliorer la mise en forme d'un autre article.
La Willys Interlagos est la première voiture de sport coupé produite au Brésil. Elle est fabriquée par Willys-Overland do Brasil de 1962 à 1966.

## Histoire
Après de longues négociations, Renault voulant commercialiser la Dauphine au Brésil, signe un accord de cession de licence avec Willys-Overland do Brasil le 26 décembre 1958. L'assemblage débute en 1959 dans l'usine de São Bernardo do Campo - São Paulo avec 75% de pièces importées. La Dauphine brésilienne va suivre de très près l'évolution de la version originale française dont elle ne diffère que par ses pare-chocs avant et arrière dédoublés, comme l'impose la législation argentine et brésilienne de l'époque. La Dauphine pêche par sa fragilité sur les routes brésiliennes. Willys tente de relancer le modèle en 1962 avec la version baptisée Gordini et son moteur de plus forte cylindrée.
La direction de Willys do Brasil veut diversifier sa gamme, essentiellement orientée vers les dérivés de la Willys Jeep BM et obtient la licence d'Alpine pour produire la Willys Interlagos, version brésilienne de l'Alpine A108 mais avec des lignes similaires à l'A110. Le nom est une allusion au circuit d'Interlagos et vise à souligner la sportivité du modèle. Le moteur utilisé est la variante Gordini du moteur Renault monté sur la Dauphine brésilienne dans ses 3 cylindrées successives : 845, 904 et 998 cm3.
Le coupé Interlagos a été produit en trois versions : Berlinetta, Coupé et Cabriolet. La carrosserie était en fibre de verre (PRFV). Comme l'Alpine, elle reprend la plateforme de la Renault Dauphine avec une structure renforcée, sa suspension à roues indépendantes et ses moteurs placés à l'arrière, 4 cylindres en ligne et refroidissement liquide.
La première série équipée du moteur de 845 cm3 a connu un certain succès lié à la nouveauté du modèle, un type de voiture jusqu'alors inconnu au Brésil. Le manque de puissance lui sera reproché. La 2e série sera un peu boudée à cause de sa puissance toujours trop faible. Un meilleur accueil sera réservé à la version équipée du moteur 998 cm3 développant 70 ch SAE.

### Moteur 998 cm3
Le moteur et la boîte de vitesses provenaient toujours de la Renault Dauphine Gordini 1.0, avec quelques adaptations pour la voiture.
Le cabriolet Willys Interlagos avait enfin des performances intéressantes pour l'époque, avec une vitesse pouvant atteindre 160 km/h et une accélération de 0 à 100 en 14,1 secondes, performances atteintes par des pilotes chevronnés. La Ford Escort XR3, le modèle qui lui succédera en 1984, ne fera pas mieux.
Au total, 822 exemplaires seront fabriqués durant les 5 années de production.